# 손성아
손성아(孫成雅, 1989년 7월 8일 ~ )는 대한민국의 걸 그룹 나인뮤지스의 일원이었다.

## 학력
- 안양예술고등학교 연극영화과 (졸업)
- 성균관대학교 연기예술학과

## 음반 외 활동

### 영화
- 2004년 《여고생 시집가기》

### 드라마
- 2010년 《도망자 Plan.B》

### 방송
- 2009년 Mnet 《오피스 리얼리티 - 제국의 아이들》